# Cellulitis
Cellulitis (celulitis, celulitida, flegmóna) je neohraničený akutní zánět infekčního původu, který postihuje kůži a přilehlou podkožní tkáň, přičemž může zasáhnout i hlubší oblasti. Nejběžnějším místem zánětu jsou dolní končetiny, někdy obličej.
Nejběžnějším původcem je bakterie Streptococcus pyogenes, méně častým vyvolavatelem celulitidy je mikrob Staphylococcus aureus, který se obvykle pojí s otevřenou ranou nebo ohraničeným hnisavým ložiskem (abscesem). Zřídka může být zánět způsoben i jinými mikroorganismy. Zánět může vzniknout i z impetiga (často) nebo bércového vředu. Nejčastěji se přenáší přímým kontaktem s nemocnou osobou (s příznaky nemoci i bez příznaků), případně kontaktem s kontaminovanými předměty nebo mechanismem autoinfekce (infekce se v organismu šíří z jiné oblasti, již infikované).
Po kontaktu s infekcí se příznaky objevují za šest hodin až dva dny. Celulitida se projeví především pocitem napětí v místě infekce a bolestí. Okraje zánětu jsou obvykle nepřesně ohraničené. Kůže je teplá, zčervenalá, mohou vznikat puchýřky, příp. měnit se v buly se zkaleným obsahem; při stisku může vytékat řídký sekret. Výjimečně vznikne i odúmrť (nekróza).
Občas jsou přítomny celkové příznaky jako horečka, třesavka, zimnice, zrychlení pulsu, bolest hlavy, v pokročilých případech snížení krevního tlaku a zmatenost. (U starých lidí může být stav doprovázen neklidem, nechutenstvím a změnou chování.) Častým průvodním znakem celulitidy je zánět spádových mízních cév a spádových mízních uzlin (jsou zvětšené). Celkové příznaky mohou předcházet kožním nálezům, ale mnoho nemocných žádné předběžné celkové příznaky (prodromy) nemá.

## Léčba
Základem léčby celulitidy je podání antibiotika. Nejvhodnějším lékem na celulitidu streptokokového původu je penicilin (tablety, příp. nitrosvalové injekce při mírné infekci, nitrožilní infuse při těžké infekci vyžadující hospitalizaci). Užít lze také antibiotika působící jak na stafylokoka (není běžným vyvolavatelem celulitidy), tak na streptokoka (obvykle dicloxacilin, při těžké infekci nejčastěji oxacilin nebo nafcilin). Jestliže je rána otevřená nebo hnisá, je volba antibiotika dána mikrobiologickým vyšetřením.
Důležité je znehybnit končetinu a uložit ji do zvýšené polohy, aby se zmenšil otok. Bolestivost se mírní ochlazováním vlhkými zábaly. Důležitá je i léčba průvodního plísňového onemocnění nohou, protože vyléčení plísně vede často k úplnému vymýcení streptokoků obsažených v zánětlivě změněné tkáni; předchází se tím opakování zánětu.
V případě vzniku abscesů či fascitis je nutné chirurgické řešení či odstranění nekrotické tkáně z rány. Jestliže je léčba zanebána, může dojít k amputaci postižené končetiny.

## Komplikace
Mezi komplikace patří absces, progrese do hlubokých tkání s možným vznikem nekrotizující fasciitidy, hluboká žilní trombóza s embolizací, septický stav. Může se vyvinout nekróza, gangréna, bakteriální endokarditida, zánět ledvin… Komplikace mohou způsobit smrt. 

## Epidemiologie
Onemocnění může být nebezpečné; v roce 2013 na něj ve světě zemřelo okolo 30 000 osob.

## Fotografie

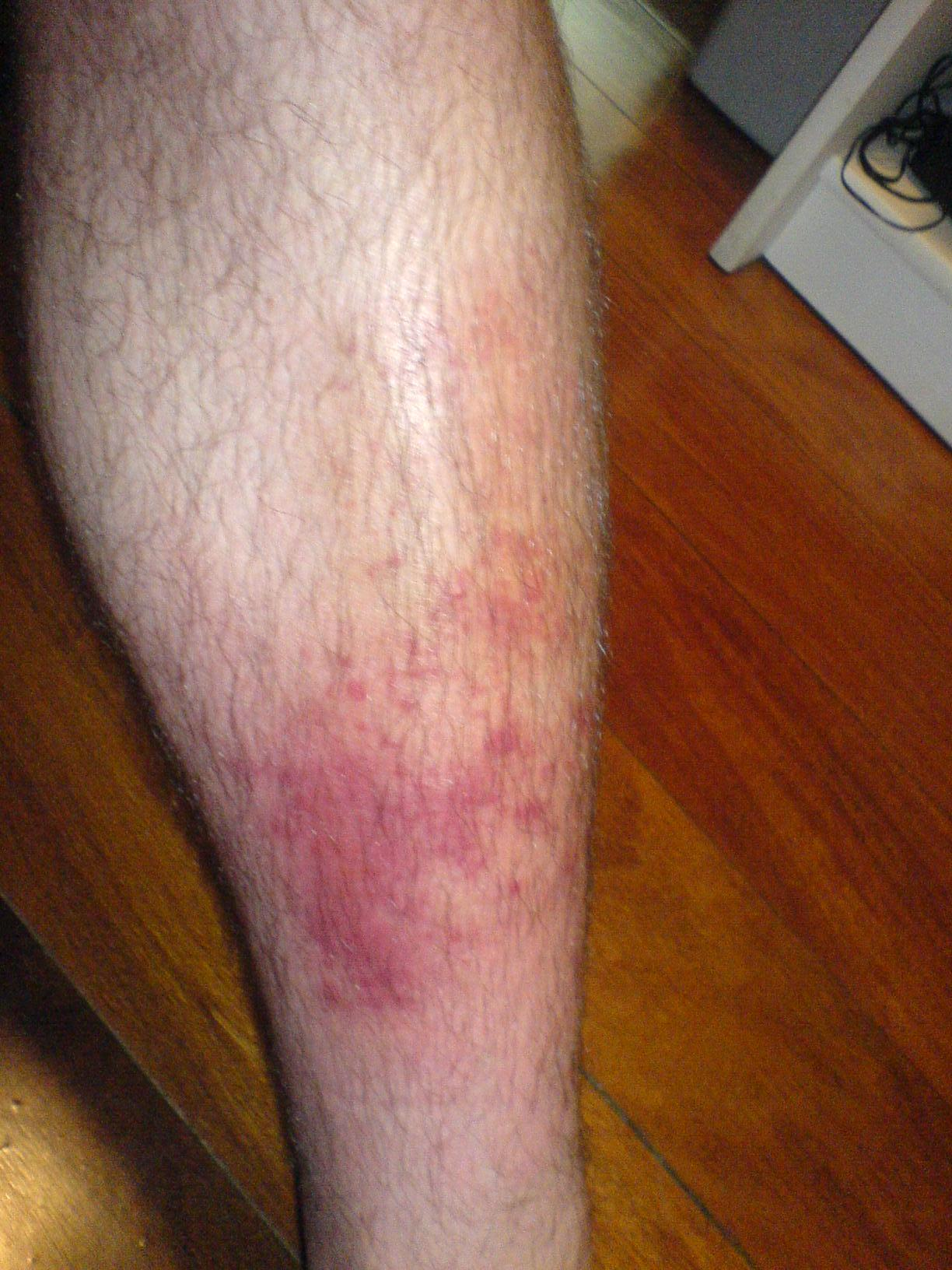
Cellulitis holeně
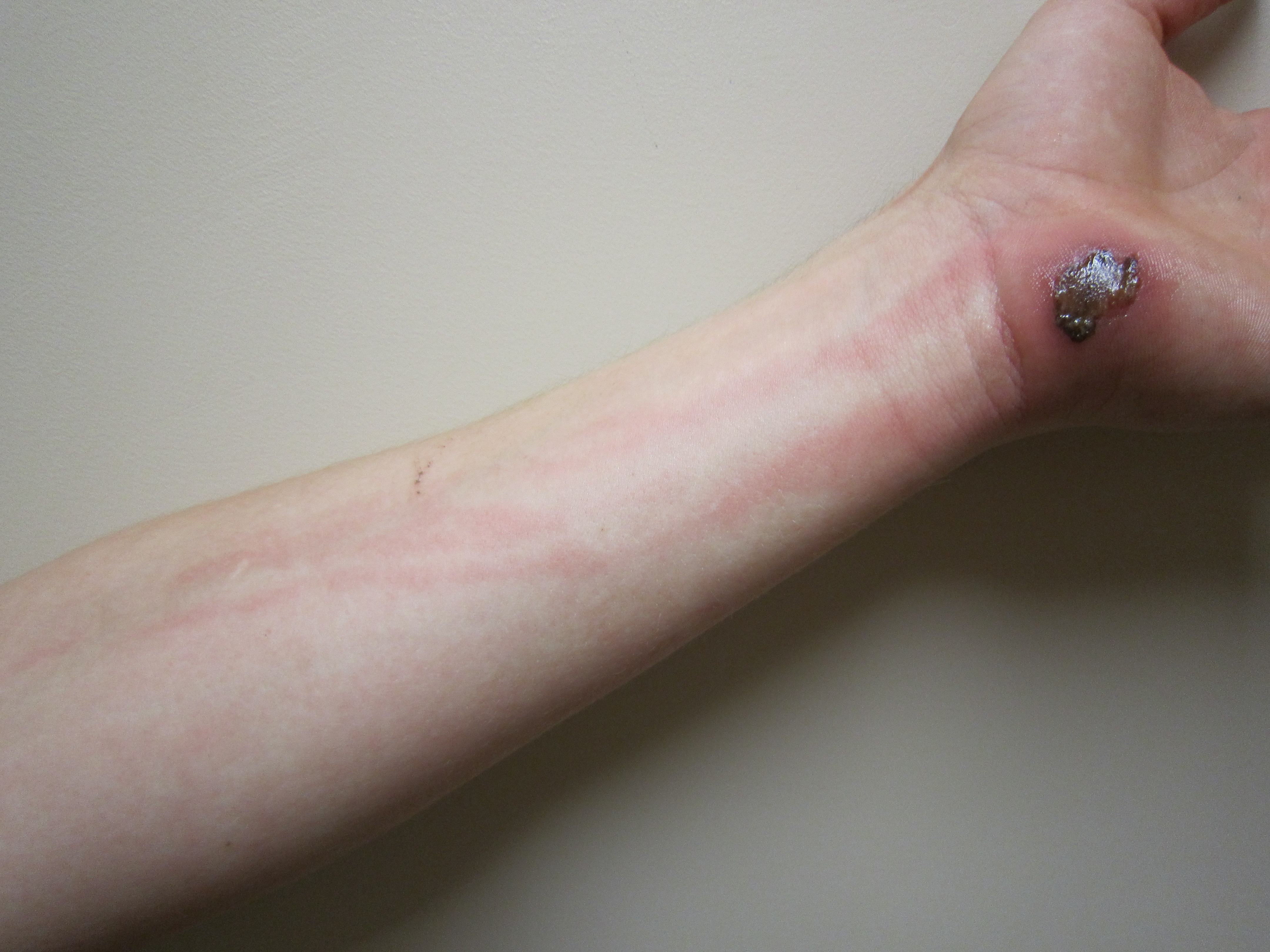
Cellulitis vzniklý z poranění ruky; červené pruhy znamenají šíření infekce lymfatickým systémem
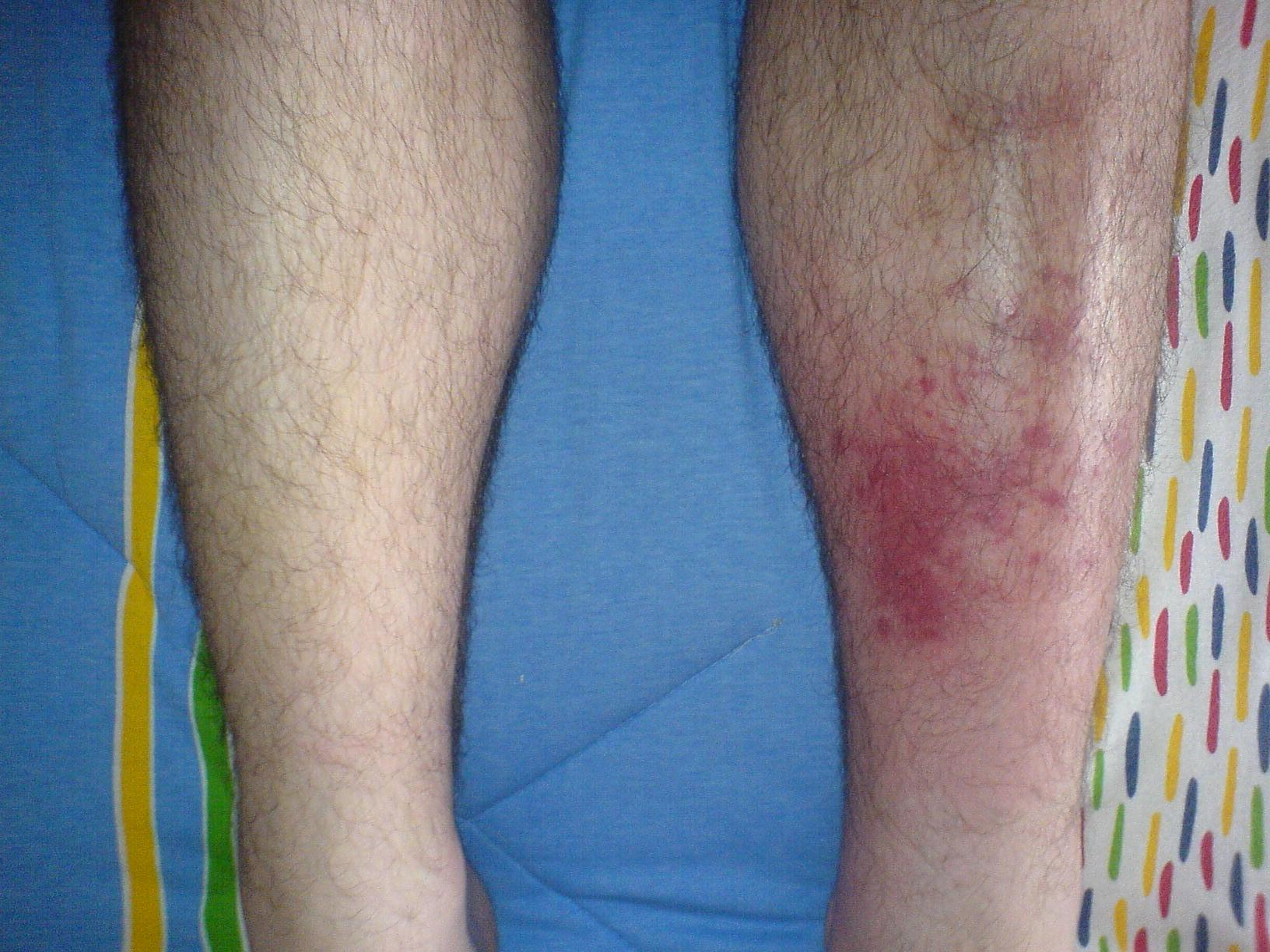
Infikovaná levá holeň
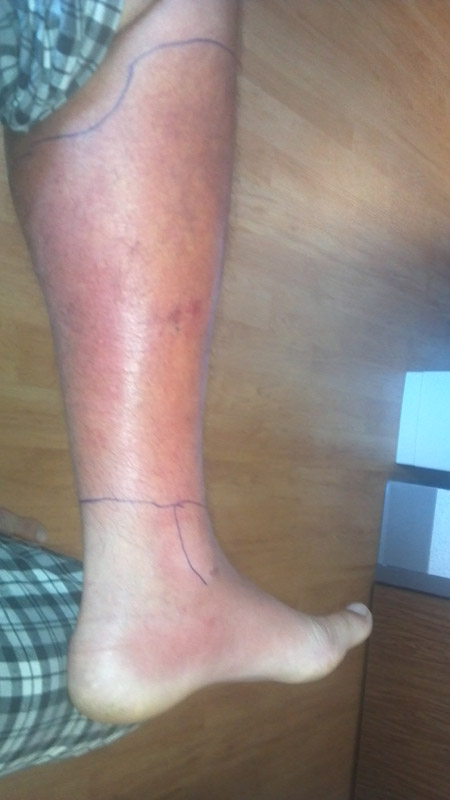
Cellulitis nohy a chodidla